# 10 (film)
10 (titlu original: 10) este un film american de comedie din 1979 scris, produs și regizat de Blake Edwards. Rolurile principale au fost interpretate de actorii Dudley Moore, Julie Andrews, Robert Webber și Bo Derek.
A fost considerat un film la modă în momentul lansării sale și a fost unul dintre cele mai mari profitabile filme la box-office ale anului.

## Prezentare
Filmul urmărește un bărbat de vârstă mijlocie care se îndrăgostește de o tânără pe care nu a întâlnit-o niciodată, ceea ce duce la o urmărire comică și la o întâlnire în Mexic.

## Distribuție
- Dudley Moore - George Webber
- Julie Andrews - Samantha Taylor
- Bo Derek - Jenny Hanley
- Robert Webber - Hugh
- Dee Wallace - Mary Lewis
- Sam J. Jones - David Hanley
- Nedra Volz - Mrs. Kissell
- Brian Dennehy - Don,  bartman
- Max Showalter - Reverend
- Peter Sellers - Bateristul clubului de noapte (cameo, scene tăiate)